# Церква Анастасії Узорішильниці
Церква Анастасії Узорішильниці — цегляна церква, що будується, яка розташована у місті Чернігів. Церква знаходиться на території жіночої виправної колонії №44. Адреса; 14014, м. Чернігів, вулиця Промислова, 38.

## Історія
Анастасія Узорішильниця є покровителькою засуджених, це свята, що полегшувала або "розрішала" (тобто знімала пута-кайдани) страждання засуджених.
Тому на території виправної колонії було вирішено збудувати храм.
21 листопада 2008 року було закладено та освячено перший камінь будівництва церкви. Чин освячення здійснив керуючий Чернігівською єпархією УПЦ, архієпископ Чернігівський та Новгород-Сіверський Амвросій.
На 2012 рік було зроблено фундаменти і невдовзі розпочато зведення стін. Вартість будівництва оцінено у 300 000 гривень.
У майбутньому храмі хочуть проводити водосвятні молебні, панахиди, соборування, причастя, хрещення дітей та дорослих. При храмі планують організовувати православні свята, сформувати православну бібліотеку.
Будівництво церкви триває.